# Euryhalinitet
Euryhalina organismer har stor nedärvd motståndskraft mot förhöjd saltkoncentration. Detta betyder att dessa organismer, till exempel vissa fiskarter och kräftdjur, överlever även om saliniteten i vattnet höjs.